# Flavour changing neutral current
Flavour changing neutral currents (englisch für Flavour verändernde neutrale Ströme), kurz FCNC, sind ein Phänomen der Elementarteilchenphysik, bei dem sich Quarks oder Leptonen verschiedener Generationen mit der gleichen elektrischen Ladung unter Aussendung eines elektrisch neutralen Eichbosons ineinander umwandeln können.
FCNC existieren nicht als fundamentale Wechselwirkung im Standardmodell der Elementarteilchenphysik; sie treten nur in Prozessen höherer Ordnung auf und sind daher stark unterdrückt. Einige Theorien jenseits des Standardmodells sagen neue Wechselwirkungen voraus, die fundamentale FCNC erlauben.
Im Standardmodell treten im Rahmen der schwachen Wechselwirkung dagegen auf:
- nicht Flavour verändernde neutrale Ströme
- Flavour verändernde geladene Ströme.

## Standardmodell

### Kopplung über Eichbosonen
Im Standardmodell existieren drei elektrisch neutrale Eichbosonen:
- das Photon als Vermittler der Quantenelektrodynamik
- das Gluon für die Quantenchromodynamik
- das Z-Boson als eines der drei Bosonen der schwachen Wechselwirkung.

Photon und Gluon koppeln an die Masseneigenzustände der Teilchen und führen zu keiner Veränderung des Flavours. Das Z-Boson hingegen koppelt an die Eigenzustände der schwachen Wechselwirkung. Diese sind eine Superposition der Masseneigenzustände, sodass prinzipiell eine Flavour-Veränderung möglich erscheint. Diese tritt jedoch wegen des Glashow-Iliopolus-Maiani-Mechanismus nicht auf. Aus dem Fehlen von FCNC hatten Glashow, Iliopolus und Maiani 1970 gefolgert, dass es neben den damals bekannten d-, u- und s-Quarks ein viertes Quark, das Charm-Quark, geben sollte. Vier Jahre später wurde das c-Quark nachgewiesen.

### Prozesse höherer Ordnung
In Prozessen höherer Ordnung ist Flavour-Änderung ohne gleichzeitige Änderung der Ladung möglich, nämlich bei Beteiligung einer W-Boson-Schleife. Dies liegt daran, dass die geladenen Ströme der W-Bosonen in der schwachen Wechselwirkung immer zu einer Flavour-Veränderung führen und aufgrund der Mischung der Zustände die Quark-Generation verändern können. Zum Beispiel kann ein b-Quark über einen virtuellen Zwischenzustand mit W− und t-Quark in ein s-Quark übergehen: {\displaystyle b\to W^{-}t\to s} (→ Pinguin-Diagramm). Solche Prozesse höherer Ordnung sind mehrfach unterdrückt. Zum einen tritt in zweiter Ordnung zusätzlich ein Faktor {\displaystyle \alpha _{w}^{2}} auf, wobei die Kopplungskonstante {\displaystyle \alpha _{w}} von ähnlicher Größenordnung ist wie die elektromagnetische Kopplungskonstante (≈ 1/137). Des Weiteren ist die Umwandlung in Quarks anderer Generationen unterdrückt (CKM-Matrix) ebenso wie die Umwandlung von Neutrinos in andere (Neutrinooszillation).

## Experimentelle Suche
Aktuell ist das Mu3e-Experiment am Paul-Scherrer-Institut geplant, welches das Auftreten von FCNC untersuchen und seine Wahrscheinlichkeit ermitteln soll. Der Zerfallskanal, nach dem dies Experiment sucht, ist:
{\displaystyle \mu ^{+}\to e^{+}\gamma ^{*}\!\!/\!Z^{*}\to e^{+}e^{+}e^{-}},
bei dem sich netto ein Antimyon in ein Positron unter Aussendung eines Elektron-Positron-Paars umwandelt. Im Standardmodell liegt das vorhergesagte Verzweigungsverhältnis dieses Myon-Zerfalls bei unter 10−12; ein solcher Prozess tritt also einmal unter mehr als einer Billion Zerfällen auf.